# Catharsius severini
Catharsius severini là một loài bọ cánh cứng trong họ Bọ hung (Scarabaeidae).